# Camille Depuiset
Camille Depuiset (født 19. oktober 1998, i Dijon, Frankrig) er en fransk håndboldspiller, som spiller i Metz Handball og Frankrigs kvindehåndboldlandshold.
I september 2018 blev hun udnævnt af EHF, som en af de 20 mest lovende talenter i fremtiden, som er værd at holde øje med.